# Startpage
Startpage is een zoekmachine gevestigd in Nederland en eigendom van de Nederlandse vennootschap Startpage B.V. in Den Haag (voormalig Surfboard Holding B.V.) De zoekmachine heeft de privacy van de gebruiker hoog in haar vaandel staan.
Zoekopdrachten in Europa worden uitgevoerd door Nederlandse servers en in Amerika door aldaar aanwezige servers. Zoekopdrachten uit andere landen worden door de genoemde dichtstbijzijnde servers uitgevoerd.
Startpage gebruikt de zoekresultaten van Google en presenteert deze anoniem, dus privacy-vriendelijk.

## Geschiedenis
Startpage is in 1998 opgericht onder de naam Ixquick. De website begon in 2002 als linkpagina. Een jaar later in 2003 was Startpage een mirror server van de zoekmachine lxquick.
In 2006 werd Startpage als "meest privacy-vriendelijke zoekmachine van de wereld" gelanceerd. De zoekmachine gebruikt sindsdien de zoekresultaten van Google.
Op 30 maart 2016 werd Ixquick.com samengevoegd met Startpage.com.

## Privacy
Door Startpage worden geen IP-adressen opgeslagen. Er worden wel voor de duur van 90 dagen anonieme cookies geplaatst om voorkeuren van de gebruiker te onthouden. Er bestaat ook de mogelijkheid om zonder cookies voorkeuren op te slaan via een zelf te maken URL.
Startpage slaat ook geen persoonlijke gegevens op (zoals IP-adressen of zoekgegevens) en geeft geen gegevens door aan derden. Startpage werkt met versleutelde verbindingen https.
Startpage biedt de mogelijkheid aan om zoekresultaten te raadplegen via hun proxy-dienst.

### Certificering

#### European Privacy Seal
Op 30 juni 2015 is aan StartPage de European Privacy Seal (EuroPrise) toegekend vanwege het gehanteerde privacybeleid dat geheel voldoet aan de Europese wetgeving. Deze “Seal” wordt toegekend aan nieuwe Internet initiatieven waarbij de Europese voorschriften op het gebied van gegevensbeveiliging en privacy in acht worden genomen.